# Mercedes Maroto-Valer
Mercedes Maroto-Valer (Vitoria, 1971) es una científica e investigadora española referente en descarbonización, directora del Centro de Investigación e Innovación de Descarbonización Industrial del Reino Unido (IDRIC).

## Biografía
Nació en Vitoria en 1971. Estudió en los colegios San Martin y San Viator. En la Universidad del País Vasco (UPV/EHU) estudió Ingeniería Química y se doctoró en la Universidad Strathclyde de Escocia.

### Trayectoria profesional
Tras un periodo de trabajo durante siete años en Estados Unidos, regresó a Europa para continuar su labor investigadora y docente.
Es "Champion" y directora del Centro de Innovación e Investigación sobre Descarbonización Industrial del Reino Unido (IDRIC), centrado en acelerar la transición hacia cero emisiones netas de los grupos industriales más grandes del Reino Unido y establecer el primer grupo industrial cero emisiones netas del mundo.
Es vicerrectora (Sostenibilidad Global) en la Universidad Heriot-Watt, lidera cambios institucionales y globales en sostenibilidad, genera un impacto en el logro de los Objetivos de Desarrollo Sostenible de las Naciones Unidas y trabaja con socios para lograr objetivos globales de reducción de carbono. También es directora  del Centro de Investigación para Soluciones de Carbono (RCCS),en la Universidad Heriot-Watt, donde ocupa la Cátedra Robert Buchan en Ingeniería de Energía Sostenible (RCCS).
Su trayectoria abarca sistemas energéticos, captura y almacenamiento de dióxido de carbono CCUS, integración de tecnologías de hidrógeno y combustibles bajos en carbono. Su trabajo ha sido reconocido a través de diversos premios y reconocimientos,incluido el Premio Philip Leverhulme de Ingeniería en 2009.
Es miembro de la Royal Society of Chemistry (FRSC, 2008), miembro del Institute of Chemical Engineers (FIChemE, 2013), miembro de la Royal Society of Edimburgh (FRSE, 2015),miembro del Royal Society for the encouragement of Arts, Manufactures and Commerce (FRSA, 2016), y miembro de Energy Institute (FEI, 2020).
Tiene más de quinientas cincuenta publicaciones.Ocupando puestos de liderazgo en sociedades profesionales y consejos editoriales, incluido su papel en el Consejo de Ingenieros para la Transición Energética (CEET) bajo los auspicios del Secretario General de las Naciones Unidas.

## Premios y reconocimientos
Ha recibido numerosos premios y reconocimientos internacionales, entre ellos:
- 2024 Medalla de Álava por “los valores personales y profesionales que ha transmitido durante toda su trayectoria, influyendo de manera directa en el desarrollo de nuevas políticas científicas, industriales e incluso económicas”.[11]
- 2021 Premio al Mejor Proyecto de Investigación Disruptores + Innovadores que reconoce el trabajo realizado para descarbonizar la energía, especialmente en los sectores industriales.[12]
- 2021 Premio ACES-Margarita Salas que reconoce la labor realizada por investigadores de nacionalidad española con reconocido impacto internacional, contribuyendo al progreso social de forma ejemplar y extraordinaria.[13]
- 2020 WES Top 50 Women in Engineering (WE50) Sostenibilidad por logros excepcionales logrados en sostenibilidad y configuración del mundo.[14]
- 2019 Premio Mujeres Escocesas por sus servicios a la ciencia y la tecnología.[15]
- 2019 Premio IET a la innovación en el transporte y Premio IET en la categoría de Sostenibilidad e Impacto Ambiental por la creación de combustible para aviones con bajas emisiones de carbono mediante la integración de tecnologías novedosas a partir de la co-valorización del CO 2 y la biomasa.
- 2019 Premio IET Highly Commended en la categoría de Tecnología de la Información por informática sostenible a través de refrigeración y generación de energía innovadoras.
- 2019 Finalista British Airways: Future of Fuels desafío para el desarrollo de combustibles sostenibles para la aviación del futuro.[16]
- 2019 Doctorado honorario, Universidad Técnica de Delft por su liderazgo académico global en el pensamiento de sistemas energéticos y su trabajo sobresaliente en sistemas de energía con bajas emisiones de carbono, captura y almacenamiento de carbono y combustibles solares.[17]
- 2018 Premio al Mérito SRUK/CERU, Sociedad de Investigadores Españoles en el Reino Unido (SRUK/CERU) en reconocimiento a la trayectoria de un investigador español senior en el Reino Unido.[18]
- 2017 Finalista de los IChemE Global Awards en reconocimiento al proyecto colaborativo centrado en reducir el consumo de energía en el sector de centros de datos global en rápido crecimiento.
- 2013 Beca Distinguida Mong de la Universidad de Hong Kong otorgada por la Universidad de Hong Kong.[17]
- 2011 Royal Society of Chemistry: Premio a la carrera temprana de medio ambiente, sostenibilidad y energía por la investigación en el campo de la captura y almacenamiento de carbono.[17]
- 2009 Premio Philip Leverhulme de Ingeniería.[6]
- 2005 Premio por desarrollos innovadores en carbono no quemado en cenizas volantes por logros ejemplares en investigación y desarrollo de ingeniería presentado por el Laboratorio Nacional de Tecnología Energética (NETL) del Departamento de Energía de los Estados Unidos.
- 1996 Premio R.A. Glenn al mejor artículo en la División de Química de Combustibles de American Chemstry Society. Reunión en Orlando para investigar el efecto de los procesos de cribado en las propiedades de los carbones coquizables para la producción de acero.[17]
- 1997 Premio Ritchie a la mejor tesis doctoral del Departamento de Química de la Universidad de Strathclyde.[17]
- 1993 Premio Andersonian Centenario del ICI Chemical & Polymers Group al mejor estudiante de Química Aplicada de la Universidad de Strathclyde.[17]